# Scandinavian Nights
Scandinavian Nights — живий альбом англійської групи Deep Purple, який вийшов у жовтні 1988 року.

## Композиції
1. Wring That Neck — 34:22
2. Speed King — 10:44
3. Into the Fire — 4:48
4. Paint It, Black — 9:49
5. Mandrake Root — 28:40
6. Child in Time — 20:29
7. Black Night — 7:34

## Склад
- Ієн Гіллан — вокал
- Рітчі Блекмор — гітара
- Джон Лорд — клавішні
- Роджер Гловер — бас-гітара
- Іан Пейс — ударні